# Amanda Seafoods
Amanda Seafoods A/S er en dansk producent af fiskekonserves med hovedkvarter i Frederikshavn. Virksomheden blev etableret i Frederikshavn i 1948. Siden 2017 har virksomheden været et datterselskab til norske Insula AS, der er ejet Gustav Magnar Witzøe. Efter at selskabet blev solgt, har de opkøbt først Bornholms og senere Glyngøre, således at de i dag har varemærkerne Amanda, Bornholms og Glyngøre. Produkterne inkluderer konserves med torskerogn, makrel, kippers og tun samt marinerede sild på glas. Der er ca. 130 fuldtidsansatte i Amanda Seafoods. 